# Paul King (Regisseur)

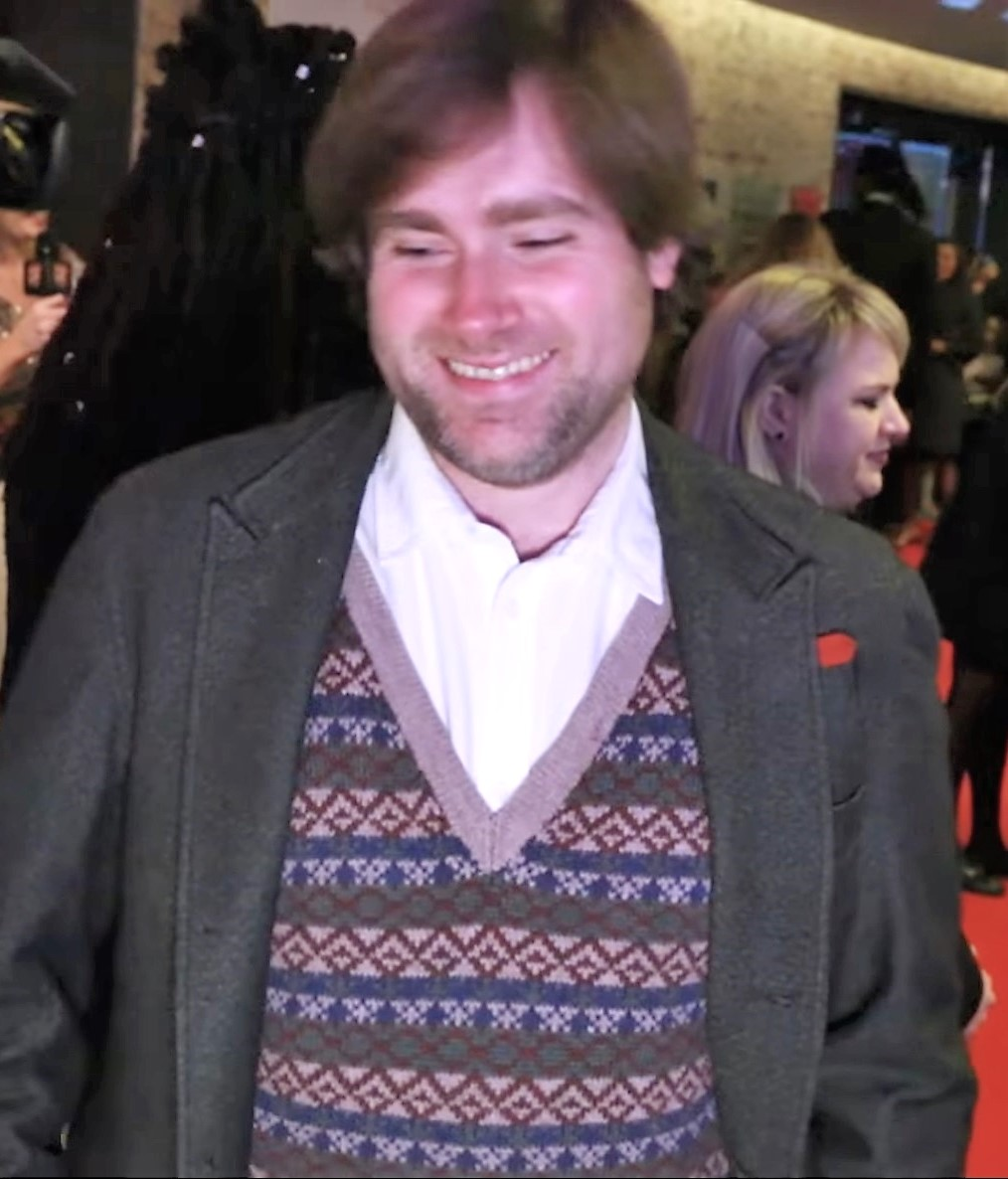
Paul King (2015)

Paul Thomas King (* 1978 in Hampshire) ist ein britischer Drehbuchautor und Regisseur. Er arbeitet für Film, Fernsehen und Theater und spezialisierte sich dabei besonders auf die Komödie.

## Leben
King machte seinen Abschluss an dem St Catherine’s College der University of Cambridge im Jahr 1999. Während seiner Zeit an der Universität, lernte er Richard Ayoade, Matthew Holness und Alice Lowe kennen. King arbeitete als Associative Director an der britischen Fernsehserie Garth Marenghi's Darkplace, die sechs Jahre lang auf Channel 4 übertragen wurde. Im Jahr 2002 wurde King für seine Arbeit als Regisseur an der Noel Fielding’s Edinburgh Festival show zum zweiten Mal mit dem Perrier Award ausgezeichnet.
Paul King war außerdem als Regisseur für The Mighty Boosh tätig. Er führte bei allen drei Serien Regie, wofür er 2004 für den BAFTA nominiert wurde. King wurde ursprünglich als Regisseur für die erste Serie eingesetzt, da es Regisseur Steve Bendelack zurzeit nicht möglich war. Er war außerdem Regisseur für die erfolgreiche Mockumentary Come Fly with Me tätig. King schrieb 2009 das erste Drehbuch für einen Spielfilm, Bunny and the Bull, bei dem er erneut Regie führte. Die Besetzung besteht aus Simon Farnaby und Edward Hogg, mit Gastauftritten von Noel Fielding, Richard Ayoade und Julian Barratt.
Im Jahr 2014 führte er Regie für den Film Paddington. 2017 folgte die Fortsetzung, Paddington 2, bei der ebenfalls King Regie führte.

## Filmografie
- 2004–2007: The Mighty Boosh (Fernsehserie, 20 Episoden)
- 2009: Bunny and the Bull
- 2014: Paddington
- 2017: Paddington 2
- 2023: Wonka